# Oscar Leeser
Oscar Leeser (7 de mayo de 1958) es un político y empresario estadounidense que se desempeñó como 53.er y 55.º alcalde de El Paso, Texas, de 2013 a 2017 y actualmente es alcalde de El Paso desde 2021. Es miembro del Partido Demócrata.

## Temprana edad y educación
Leeser nació en México y emigró a los Estados Unidos con su familia a la edad de nueve años, vivió en Sun City y luego se estableció en El Paso, Texas. Comenzó su primer trabajo a los dieciséis años. Después de graduarse del Coronado High School en El Paso, Leeser comenzó su carrera en la industria automotriz, trabajando con varios concesionarios en El Paso durante más de tres décadas. Leeser tuvo una oportunidad profesional en 2001, cuando se convirtió en presidente y operador de concesionario de Hyundai de El Paso. Había convertido una tienda local que solo vendía quince autos al mes en el concesionario número uno en general en El Paso. Su tienda también se convirtió en el distribuidor Hyundai número uno en la Región Centro Sur y el noveno en los Estados Unidos para los distribuidores Hyundai.

## Trabajo comunitario
Leeser se desempeña como miembro de la Junta de la Fundación del Hospital de Niños de El Paso de UMC y también ocupa varios puestos profesionales. Es el presidente de la Región Centro Sur de Hyundai, miembro del Consejo Nacional de Concesionarios, es miembro del Comité Nacional de Repuestos y Servicios y del Comité de Publicidad de Hyundai. Además, también ha participado activamente en el apoyo a muchas organizaciones benéficas y organizaciones juveniles locales.

## Alcalde de El Paso

### Elecciones de 2013
Leeser fue elegido alcalde el 14 de mayo de 2013 después de derrotar al concejal Steve Ortega. Tanto Leeser como Ortega se postularon como candidatos independientes ya que la ciudad de El Paso solo celebra elecciones independientes. Ortega había quedado en primer y segundo lugar con el 47 % y el 21 % de los votos, respectivamente, y debido a que ningún candidato obtuvo la mayoría, el 15 de junio se llevó a cabo una segunda vuelta en la que ganó Leeser. Asumió el cargo el 24 de junio de 2013.

### Elección 2017
Leeser era elegible para postularse para un segundo mandato, pero anunció en julio de 2016 que no buscaría otro mandato. Muchos habían pensado que se debía al hecho de que Leeser se sometió a una cirugía relacionada con el cáncer en 2016, pero afirmaron que su decisión no se debe a su salud. En cambio, es porque «corrió para hacer cosas que pensé que eran realmente importantes para nuestra comunidad y eso hice». Leeser fue sucedido por el republicano Dee Margo, a quien respaldó en la segunda vuelta.

### Elecciones de 2020
Lesser se postuló nuevamente para alcalde en las elecciones de 2020. Fue electo.

## Vida personal
Leeser está casado con Lisa, su novia de la infancia; es padre de cuatro hijos y abuelo de cinco nietos.